# Championnat du monde féminin de curling 2025
Navigation
Édition précédente Édition suivante
Le Championnat du monde féminin de curling 2025 se déroule à Uijeongbu en Corée du Sud  du 15 au 23 mars 2025.
Le format du championnat comporte un tournoi à la ronde de treize équipes. Outre la Corée du Sud en tant que pays hôtes, quatre autres équipes sont issus du classement du championnat pancontinental 2024 qui regroupe Asie-Pacifique et Amérique. Les huit autres équipes qualifiées sont issus des championnats d'Europe 2024 ;
Les six meilleures équipes se sont qualifiées pour la phase finale avec les quarts de finales sauf les deux meilleures équipes qui entre directement pour les demi-finales.

## Équipes
| Canada | Chine | Danemark | Italie | Japon |
| --- | --- | --- | --- | --- |
| Ottawa CC, Ottawa Skip: Rachel Homan Third: Tracy Fleury Second: Emma Miskew Lead: Sarah Wilkes Alternate: Rachelle Brown                            | CSO Curling Club, Beijing Skip: Wang Rui Third: Han Yu Second: Dong Ziqi Lead: Jiang Jiayi Remplaçante : Su Tingyu                                           | Hvidovre CC, Hvidovre Skip: Madeleine Dupont Third: Mathilde Halse Second: Denise Dupont Lead: My Larsen Remplaçante : Jasmin Holtermann           | CC Dolomiti, Cortina d'Ampezzo Skip: Stefania Constantini Third: Giulia Zardini Lacedelli Second: Elena Mathis Lead: Angela Romei Remplaçante : Marta Lo Deserto | Sapporo CC, Sapporo Skip: Sayaka Yoshimura Third: Kaho Onodera Second: Yuna Kotani Lead: Anna Ohmiya Remplaçante : Mina Kobayashi                |
| Lituanie | Norvège | Écosse | Corée du Sud | Suède |
| Skipas CC, Vilnius Skip: Virginija Paulauskaitė Third: Olga Dvojeglazova Second: Miglė Kiudytė Lead: Rūta Blažienė Remplaçante : Justina Zalieckienė | Lillehammer CC, Lillehammer Fourth: Kristin Skaslien Skip: Marianne Rørvik Second: Mille Haslev Nordbye Lead: Eilin Kjærland Remplaçante : Ingeborg Forbregd | Curl Aberdeen, Aberdeen Fourth: Rebecca Morrison Third: Jennifer Dodds Second: Sophie Sinclair Skip: Sophie Jackson Remplaçante : Fay Henderson    | Uijeongbu CC, Uijeongbu Skip: Gim Eun-ji Third: Kim Min-ji Second: Kim Su-ji Lead: Seol Ye-eun Remplaçante : Seol Ye-ji                                          | Sundbybergs CK, Sundbyberg Skip: Anna Hasselborg Third: Sara McManus Second: Agnes Knochenhauer Lead: Sofia Mabergs Remplaçante : Johanna Heldin |
| Suisse | Turquie | États-Unis | | |
| CC Aarau, Aarau Fourth: Alina Pätz Skip: Silvana Tirinzoni Second: Carole Howald Lead: Selina Witschonke Remplaçante : Stefanie Berset               | Milli Piyango CA, Erzurum Skip: Dilşat Yıldız Third: Öznur Polat Second: İfayet Şafak Çalıkuşu Lead: Berfin Şengül Remplaçante : İclal Karaman               | St. Paul CC, Saint Paul Skip: Tabitha Peterson Third: Cory Thiesse Second: Tara Peterson Lead: Taylor Anderson-Heide Remplaçante : Vicky Persinger | | |

## Premier tour
- A l'issue des 20 sessions, les 6 premiers sont qualifiés pour la phase finale : les 2 premiers directement en demi-finale, les 4 autres en quarts de finale.
- Victoire
- Défaite

| Rang | Pays         |      |      |      |      |      |      |      |      |      |      |      |      |      | Score |
| ---- | ------------ | ---- | ---- | ---- | ---- | ---- | ---- | ---- | ---- | ---- | ---- | ---- | ---- | ---- | ----- |
| 3    | Canada       | —    | 7–5  | 9–3  | 9–2  | 11–2 | 13–2 | 8–6  | 7–8  | 7–11 | 9–7  | 7–6  | 8–3  | 8–4  | 10–2  |
| 5    | Chine        | 5–7  | —    | 9–5  | 8–7  | 10–9 | 8–2  | 8–9  | 7–2  | 6–9  | 4–8  | 4–9  | 5–3  | 7–1  | 7–5   |
| 7    | Danemark     | 3–9  | 5–9  | —    | 7–6  | 2–8  | 11–2 | 13–7 | 5–10 | 3–7  | 5–7  | 6–7  | 9–3  | 10–9 | 5–7   |
| 10   | Italie       | 2–9  | 7–8  | 6–7  | —    | 5–10 | 8–2  | 9–2  | 5–7  | 2–6  | 6–7  | 5–8  | 8–6  | 8–7  | 4–8   |
| 9    | Japon        | 2–11 | 9–10 | 8–2  | 10–5 | —    | 10–3 | 6–3  | 5–6  | 8–10 | 6–7  | 5–9  | 3–4  | 6–9  | 4–8   |
| 13   | Lituanie     | 2–13 | 2–8  | 2–11 | 2–8  | 3–10 | —    | 7–8  | 2–9  | 4–10 | 2–8  | 8–9  | 2–8  | 1–8  | 0–12  |
| 8    | Norvège      | 6–8  | 9–8  | 7–13 | 2–9  | 3–6  | 8–7  | —    | 8–7  | 4–6  | 4–6  | 4–8  | 7–6  | 6–3  | 5–7   |
| 6    | Écosse       | 8–7  | 2–7  | 10–5 | 7–5  | 6–5  | 9–2  | 7–8  | —    | 4–5  | 3–5  | 5–6  | 10–6 | 7–6  | 7–5   |
| 2    | Corée du Sud | 11–7 | 9–6  | 7–3  | 6–2  | 10–8 | 10–4 | 6–4  | 5–4  | —    | 5–7  | 6–9  | 9–4  | 8–7  | 10–2  |
| 4    | Suède        | 7–9  | 8–4  | 7–5  | 7–6  | 7–6  | 8–2  | 6–4  | 5–3  | 7–5  | —    | 7–11 | 8–1  | 5–6  | 9–3   |
| 1    | Suisse       | 6–7  | 9–4  | 7–6  | 8–5  | 9–5  | 9–8  | 8–4  | 6–5  | 9–6  | 11–7 | —    | 8–4  | 5–4  | 11–1  |
| 11   | Turquie      | 3–8  | 3–5  | 3–9  | 6–8  | 4–3  | 8–2  | 6–7  | 6–10 | 4–9  | 1–8  | 4–8  | —    | 8–3  | 3–9   |
| 12   | États-Unis   | 4–8  | 1–7  | 9–10 | 7–8  | 9–6  | 8–1  | 3–6  | 6–7  | 7–8  | 6–5  | 4–5  | 3–8  | —    | 3–9   |

| Pays         | Skip                   | V  | D  | V-D | PP  | PC  | Manches gagnées | Manches perdues | Manches blanches | Vols pour | Tirs % | DSC   |
| ------------ | ---------------------- | -- | -- | --- | --- | --- | --------------- | --------------- | ---------------- | --------- | ------ | ----- |
| Suisse       | Silvana Tirinzoni      | 11 | 1  | –   | 95  | 65  | 51              | 47              | 11               | 9         | 86.7%  | 20.25 |
| Corée du Sud | Gim Eun-ji             | 10 | 2  | 1–0 | 92  | 65  | 55              | 42              | 18               | 9         | 86.5%  | 23.66 |
| Canada       | Rachel Homan           | 10 | 2  | 0–1 | 103 | 59  | 57              | 41              | 7                | 15        | 88.7%  | 16.40 |
| Suède        | Anna Hasselborg        | 9  | 3  | –   | 82  | 62  | 54              | 41              | 12               | 17        | 87.1%  | 20.25 |
| Chine        | Wang Rui               | 7  | 5  | 1–0 | 81  | 71  | 53              | 42              | 6                | 15        | 86.7%  | 20.25 |
| Écosse       | Sophie Jackson         | 7  | 5  | 0–1 | 78  | 67  | 49              | 46              | 8                | 10        | 86.1%  | 42.44 |
| Danemark     | Madeleine Dupont       | 5  | 7  | 1–0 | 79  | 84  | 44              | 48              | 5                | 10        | 82.5%  | 36.93 |
| Norvège      | Marianne Rørvik        | 5  | 7  | 0–1 | 68  | 87  | 45              | 49              | 8                | 5         | 83.4%  | 25.00 |
| Japon        | Sayaka Yoshimura       | 4  | 8  | 1–0 | 78  | 79  | 45              | 48              | 6                | 8         | 85.0%  | 21.53 |
| Italie       | Stefania Constantini   | 4  | 8  | 0–1 | 71  | 79  | 42              | 52              | 6                | 6         | 82.0%  | 27.85 |
| Turquie      | Dilşat Yıldız          | 3  | 9  | 1–0 | 56  | 80  | 39              | 47              | 8                | 8         | 78.5%  | 38.25 |
| États-Unis   | Tabitha Peterson       | 3  | 9  | 0–1 | 67  | 79  | 46              | 50              | 5                | 9         | 81.0%  | 31.87 |
| Lituanie     | Virginija Paulauskaitė | 0  | 12 | –   | 37  | 110 | 28              | 55              | 4                | 3         | 66.8%  | 52.60 |

## Phase finale

### Tableau
|  | Quarts de finale | Quarts de finale |               |                        | Demi-finales  | Demi-finales  |  |  | Finale        | Finale        |
|  | Quarts de finale | Quarts de finale |               |                        | Demi-finales  | Demi-finales  |  |  | Finale        | Finale        |
|  |                  |                  |               |                        |               |               |  |  |               |               |
|  | 22 mars à 10h    | 22 mars à 10h    |               |                        | 22 mars à 16h | 22 mars à 16h |  |  | 23 mars à 14h | 23 mars à 14h |
|  | 22 mars à 10h    | 22 mars à 10h    |               |                        | 22 mars à 16h | 22 mars à 16h |  |  | 23 mars à 14h | 23 mars à 14h |
|  | 22 mars à 10h    | 22 mars à 10h    | Suisse        | 4                      |               |               |  |  | 23 mars à 14h | 23 mars à 14h |
|  | Suède            | 7                | Suisse        | 4                      |               |               |  |  | 23 mars à 14h | 23 mars à 14h |
|  | Suède            | 7                | Chine         | 2                      |               |               |  |  | 23 mars à 14h | 23 mars à 14h |
|  | Chine            | 8                | Chine         | 2                      |               |               |  |  | 23 mars à 14h | 23 mars à 14h |
|  | Chine            | 8                | 22 mars à 16h | 22 mars à 16h          | Suisse        | 3             |  |  |               |               |
|  | 22 mars à 10h    |                  | 22 mars à 16h | 22 mars à 16h          | Suisse        | 3             |  |  |               |               |
|  |                  | Canada           | 22 mars à 16h | 22 mars à 16h          | 7             |               |  |  |               |               |
|  | Canada           | Canada           | 22 mars à 16h | 22 mars à 16h          | 7             | 10            |  |  |               |               |
|  | Canada           | Corée du Sud     | 5             |                        |               | 10            |  |  |               |               |
|  | Écosse           | Corée du Sud     | 5             | 4                      |               |               |  |  |               |               |
|  | Écosse           | Canada           | 6             | 4                      |               |               |  |  |               |               |
|  |                  | Canada           | 6             | Match pour la 3e place |               |               |  |  |               |               |
|  |                  |                  |               |                        |               |               |  |  |               |               |
|  | 23 mars à 10h    |                  |               |                        |               |               |  |  |               |               |
|  |                  |                  |               |                        |               |               |  |  |               |               |
|  | Chine            | 9                |               |                        |               |               |  |  |               |               |
|  | Chine            | 9                |               |                        |               |               |  |  |               |               |
|  | Corée du Sud     | 4                |               |                        |               |               |  |  |               |               |
|  | Corée du Sud     | 4                |               |                        |               |               |  |  |               |               |

### Quarts de finale
| Équipes          | 1 | 2 | 3 | 4 | 5 | 6 | 7 | 8 | 9 | 10 | Total |
| ---------------- | - | - | - | - | - | - | - | - | - | -- | ----- |
| Canada (Homan)   | 0 | 4 | 0 | 3 | 0 | 1 | 2 | 0 | X | X  | 10    |
| Écosse (Jackson) | 0 | 0 | 1 | 0 | 2 | 0 | 0 | 1 | X | X  | 4     |

| Équipes            | 1 | 2 | 3 | 4 | 5 | 6 | 7 | 8 | 9 | 10 | Total |
| ------------------ | - | - | - | - | - | - | - | - | - | -- | ----- |
| Suède (Hasselborg) | 2 | 0 | 1 | 1 | 1 | 0 | 0 | 0 | 2 | 0  | 7     |
| Chine (Wang)       | 0 | 2 | 0 | 0 | 0 | 2 | 0 | 1 | 0 | 3  | 8     |

### Demi-finales
| Équipes              | 1 | 2 | 3 | 4 | 5 | 6 | 7 | 8 | 9 | 10 | Total |
| -------------------- | - | - | - | - | - | - | - | - | - | -- | ----- |
| Suisse (Tirinzoni) X | 2 | 0 | 0 | 0 | 0 | 0 | 0 | 0 | 1 | 1  | 4     |
| Chine (Wang)         | 0 | 0 | 0 | 0 | 0 | 0 | 0 | 2 | 0 | 0  | 2     |

| Équipes            | 1 | 2 | 3 | 4 | 5 | 6 | 7 | 8 | 9 | 10 | 11 | Total |
| ------------------ | - | - | - | - | - | - | - | - | - | -- | -- | ----- |
| Corée du Sud (Gim) | 0 | 0 | 2 | 0 | 1 | 0 | 0 | 1 | 0 | 1  | 0  | 5     |
| Canada (Homan)     | 0 | 1 | 0 | 1 | 0 | 1 | 0 | 0 | 2 | 0  | 1  | 6     |

### Troisième place
| Équipes            | 1 | 2 | 3 | 4 | 5 | 6 | 7 | 8 | 9 | 10 | Total |
| ------------------ | - | - | - | - | - | - | - | - | - | -- | ----- |
| Chine (Wang)       | 0 | 0 | 1 | 0 | 1 | 0 | 2 | 1 | 1 | 3  | 9     |
| Corée du Sud (Gim) | 0 | 1 | 0 | 1 | 0 | 2 | 0 | 0 | 0 | 0  | 4     |

### Finale
| Équipes              | 1 | 2 | 3 | 4 | 5 | 6 | 7 | 8 | 9 | 10 | Total |
| -------------------- | - | - | - | - | - | - | - | - | - | -- | ----- |
| Canada (Homan)       | 0 | 0 | 1 | 0 | 1 | 0 | 2 | 2 | 1 | X  | 7     |
| Suisse (Tirinzoni) X | 0 | 0 | 0 | 2 | 0 | 1 | 0 | 0 | 0 | X  | 3     |